# 拉薩冰原島峰
拉薩冰原島峰（英語：Lhasa Nunatak），是南極洲的冰原島峰，位於杜費克海岸，處於蛇皮冰川和詹森冰川之間，長17公里，由新西蘭探險隊命名，現時由南極條約體系管理。

## 外部連結
. . United States Geological Survey.   [2013-06-13].
85°7′S 171°18′E / 85.117°S 171.300°E